# مغايرة جنسية
المغايرة الجنسية (بالإنجليزية:  heterosexuality)‏ هي نوع من التوجه الجنسي، بين رجل وامرأة بناء على الحب أو الشهوة الجنسية، ويكون هذا التوجه عكس المثلية.
ويطلق بعض الناس تسمية مغايرين على أنفسهم حتى إذا كانوا من ممارسي الجنس مع الرجال والنساء.[بحاجة لمصدر]

## المفهوم
في الغرب، المغايرة الجنسية كلمة تأتي من «التوجه المغاير الجنسي» ويستدل بها الميول والشهوات الجنسية للجنس الآخر، كأن يميل الرجل بشهواته الجنسية للمرأة والعكس صحيح.
هناك الكثير من الآراء التي تقول أن سلوك الإنسان يكون مشروحاً بفكرة الاختيار الطبيعي. ومن وجهة النظر هذه، تبقى الميول الجنسية المغايرة أكثر شيوعاً بين الناس (احصائيًا) لكونها السبيل الوحيد للتكاثر بينما يخفق الميول الجنسي المثلي من تحقيق عملية التكاثر.
وفي المجتمعات التقليدية، يكون الناس تحت ضغط اجتماعي كبير للزواج وإنجاب الأطفال، بدون الاهتمام بالتوجه الجنسي. ومن ناحية أخرى، يظل الكثير من المثليين يتمنون في تحقيق عملية التكاثر، وبعضهم تمكن من تحقيق التكاثر عن طريق التلقيح الصناعي والطبيعي.

## التأثير النفسي المتعلق بالميول الجنسية
وليس كل الناس المنجذبين أو الممارسين للجنس يعتبرون أنفسهم مغايرين، فتمارس الفئة التي لاتعتبر نفسها مغايرة أساليب جنسية مغايرة، وكذلك الحال مع المثليين الذين يمارسون الجنس مع نفس أمثالهم، فيرى هؤلاء أنهم مغايرين في بعض الأحيان بالرغم من ميولهم المثلية.
وبحسب «الجمعية الأميركية للطب النفسي»، فتقول هذه المؤسسة أن هناك الكثير من النظريات لمصدر التوجه الجنسي، وأشهر نظرية تتناول موضوع المثلية أن التوجه الجنسي هو نتيجة تفاعل معقد بين البيئة، والمعرفة والبيولوجيا في الإنسان، وأن الجينات يكون لها دور فعال في تحديد التوجه الجنسي.